# جيش الولايات المتحدة في أوروبا
جيش الولايات المتحدة في أوروبا (بالإنجليزية: United States Army Europe (USAREUR))‏ هو قيادة مكون خدمات للجيش (بالإنجليزية: Army Service Component Command)‏ / جيش مسرح مسؤول عن توجيه عمليات جيش الولايات المتحدة جميع أنحاء منطقة مسؤولية القيادة العسكرية الأمريكية في أوروبا. خلال الحرب الباردة، أشرفت على تشكيلات برية ركزت بشكل أساسي على حلف وارسو شرقاً كجزء من مجموعة الجيش المركزي التابعة  لمنظمة حلف شمال الأطلسي (الناتو). منذ عام 1989، تم تخفيض حجمه بشكل كبير، وأرسلت قوات إلى جنوب غرب آسيا، وكوسوفو، وما يعرف بالحرب على الإرهاب، وزادت التعاون الأمني مع القوات البرية الأخرى لحلف شمال الأطلسي.
في عام 2020، أعلن الجيش أن جيش الولايات المتحدة في إفريقيا سيدمج مع جيش الولايات المتحدة في أوروبا لتشكيل قيادة جديدة، هي الجيش الأمريكي بين أوروبا وأفريقيا.

## لمزيد من الاطلاع
- دونالد كارتر ، «تشكيل الدرع: الجيش الأمريكي في أوروبا 1951-1962».
- «الاحتلال العسكري الأمريكي لألمانيا 1945 - 1953» بقلم أوليفر جيه فريدريكسن ، القسم التاريخي ، جيش الولايات المتحدة في أوروبا ، دارمشتات ، 1953

## وصلات خارجية
حكومية
- الموقع الرسمي
- معلومات النسب والتكريم في مركز الجيش الأمريكي للتاريخ العسكري
- أوراق مؤرشفة من القسم التاريخي ، المقر الرئيسي ، الجيش الأمريكي في أوروبا ، تغطي العديد من القضايا 1945-1990